# Кахоку (посёлок)
Кахоку (яп. 河北町 Кахоку-тё:) — посёлок в Японии, находящийся в уезде Нисимураяма префектуры Ямагата. Площадь посёлка составляет 52,38 км², население — 19 236 человек (1 августа 2014), плотность населения — 367,24 чел./км².

## Географическое положение
Посёлок расположен на острове Хонсю в префектуре Ямагата региона Тохоку. С ним граничат города Сагаэ, Мураяма, Хигасине, Тендо.

## Население
Население посёлка составляет 19 236 человек (1 августа 2014), а плотность — 367,24 чел./км². Изменение численности населения с 1980 по 2005 годы:
| 1980 | 21 880 чел. |  |
| 1985 | 22 311 чел. |  |
| 1990 | 22 287 чел. |  |
| 1995 | 21 930 чел. |  |
| 2000 | 21 476 чел. |  |
| 2005 | 20 738 чел. |  |

## Символика
Деревом посёлка считается вишня, цветком — сафлор красильный.